# Wesleyaanse Heiligingskerk
De Wesleyaanse Heiligingskerk (Engels: Wesleyan Holiness Church) is een kerk in The Bottom, de hoofdplaats van het Caribisch-Nederlandse eiland Saba. Ze behoort tot de methodistische stroming van het protestantisme.

## Geschiedenis
De geschiedenis van de Wesleyaanse Heiligingskerk op Saba begon in 1902, toen de Faith and Love Mission het eiland bereikt. Deze missie verliet het eiland al in 1909, maar haar werk werd, met toestemming van de autoriteiten, voortgezet door de Apostolic Faith Mission. Onder leiding van James M. Taylor breidde de gemeenschap zich gestaag uit. Na enkele jaren in een gehuurd gebouw samengekomen te hebben, richtte de gemeenschap in 1919 een eigen kerkgebouw op, met de naam Apostolic Faith Church. In 1920 werd de gemeenschap officieel erkend door de gouverneur in Curaçao.
Aangezien de Apostolic Faith Church in oktober 1922 samengesmolten was met de Pilgrim Holiness Church, nam ook de Sabaanse gemeenschap deze laatste naam aan. Een tweede fusieoperatie volgde in juni 1968, ditmaal met de Wesleyan Methodist Church of America. Dit verklaart de huidige naam van de kerk. De gemeente op Saba vormt een district samen met de gemeenschappen op Saint Kitts (het hoofdkwartier) en Nevis.